# Jan Oort
Jan Hendrik Oort (ur. 28 kwietnia 1900 we Franeker, zm. 5 listopada 1992 w Lejdzie) – holenderski astronom.
Jego badania nad Układem Słonecznym oraz budową i pochodzeniem Drogi Mlecznej stanowią fundamentalny wkład w astronomię XX wieku.

## Życiorys
Studiował w Groningen wraz z Jacobusem Kepteynem. W 1927 r. udowodnił na podstawie ruchów własnych gwiazd ruch obrotowy Drogi Mlecznej. W 1935 r. został profesorem Uniwersytetu w Lejdzie na wydziale, którego kierownikiem był Ejnar Hertzsprung.
Fascynowały go fale radiowe pochodzące z przestrzeni kosmicznej. Po II wojnie światowej został pionierem radioastronomii.
W 1950 roku przedstawił hipotezę okołosłonecznego obłoku komet, który miałby się znajdować w odległości ok. 1 roku świetlnego od Słońca (tzw. Obłok Oorta).
W latach 50. otrzymał fundusze na nowy radioteleskop w Dwingeloo, we wschodniej części Holandii, mający służyć przeszukiwaniu centrum Wszechświata. W 1970 r. zbudowano w Westerbork większy teleskop (ang. the Westerbork Synthesis Radio Telescope), składający się ze współpracujących ze sobą 12 mniejszych teleskopów, przeznaczony do badania fal radiowych metodą interferometrii.
Był członkiem Królewskiej Holenderskiej Akademii Sztuk i Nauk.

## Odkrycia Oorta
- Obliczył, że odległość fragmentu Drogi Mlecznej, położonego w gwiazdozbiorze Strzelca, od Ziemi wynosi 30 000 lat świetlnych.
- Wykazał, że Droga Mleczna ma masę 100 miliardów razy większą od masy Słońca.
- W 1950 r. zasugerował, że komety pochodzą z określonego obszaru Układu Słonecznego, co zostało później udowodnione.
- Odkrył, że światło pochodzące z mgławicy Kraba jest spolaryzowane oraz tworzone przez promieniowanie synchrotronowe.

## Nagrody i wyróżnienia
Nagrody:
- 1942 – Bruce Medal
- 1946 – Złoty Medal Królewskiego Towarzystwa Astronomicznego
- 1947 – Prix Jules-Janssen
- 1951 – nagroda Henry Norris Russell Lectureship przyznawana przez American Astronomical Society
- 1973 – tytuł doktora honoris causa Uniwersytetu Mikołaja Kopernika w Toruniu[4]
- 1987 – Nagroda Kioto w dziedzinie nauk podstawowych[5]

Nazwane jego imieniem:
- planetoida (1691) Oort
- Obłok Oorta
- stała Oorta
- Minimum Oorta